# NGC 3314
NGC 3314 es un par de galaxias espirales sobrepuestas, situadas a una distancia entre 117 y 140 millones de años luz en dirección a la constelación de la Hidra.
La galaxia en primer plano, LEDA 31531, se ve casi de frente. Esta singular disposición brinda a los astrónomos la ocasión de medir las propiedades del polvo interestelar, que forma manchas oscuras recortadas contra el fondo de la galaxia que hay en segundo plano: LEDA 31532.
En busca de galaxias sobrepuestas en abril de 1999, dos astrónomos de la Universidad de Alabama consiguieron enfocar este objeto del espacio profundo con suficiente resolución como para distinguir las dos galaxias.
En una observación de ellas llevada a cabo en marzo del 2000, se vio un prominente objeto esteliforme de color verde. Los astrónomos formularon la hipótesis de que podría haberse tratado de una supernova, pero las singulares propiedades de filtrado de la galaxia situada en primer plano dificultaron que se llegase a una conclusión firme al respecto.